# Toshinobu Katsuya
Toshinobu Katsuya, född 2 september 1961 i Nagasaki prefektur, Japan, är en japansk tidigare fotbollsspelare.